# Cuc del cotó
El cuc del cotó, també anomenat cuc o barrinador del tomàquet (Helicoverpa armigera), és una espècie de lepidòpter ditrisi de la família dels noctuids (Noctuidae).
Les larves s'alimenten d'una gran varietat de plantes, incloent-n'hi moltes de cultivades, i és una plaga important. La seva distribució és cosmopolita: es troba a l'Europa central i del sud, l'Àsia temperada, Àfrica i Oceania. És una espècie migradora. No s'ha de confondre amb l'espècie emparentada Helicoverpa zea.

## Morfologia
És molt variable quant a forma i color. El cos fa de 12 a 20 mm de llarg. Les ales posteriors són de color groc pàl·lid amb una estreta franja marró a la punta externa i una taca fosca rodona al mig.

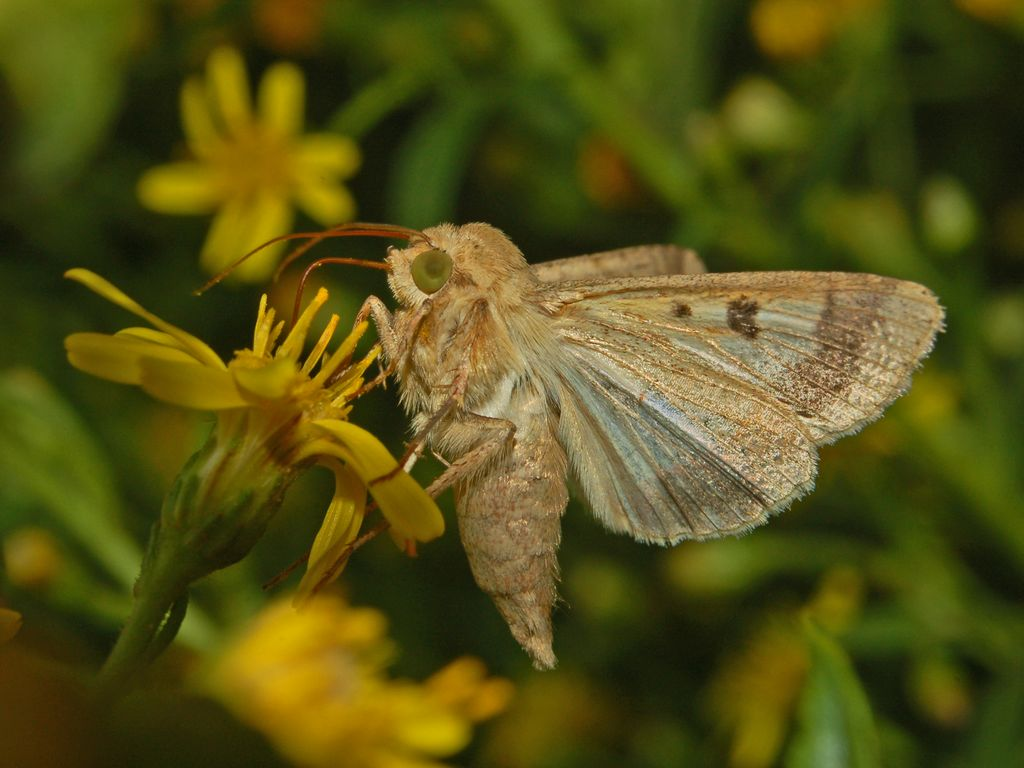
Vista lateral
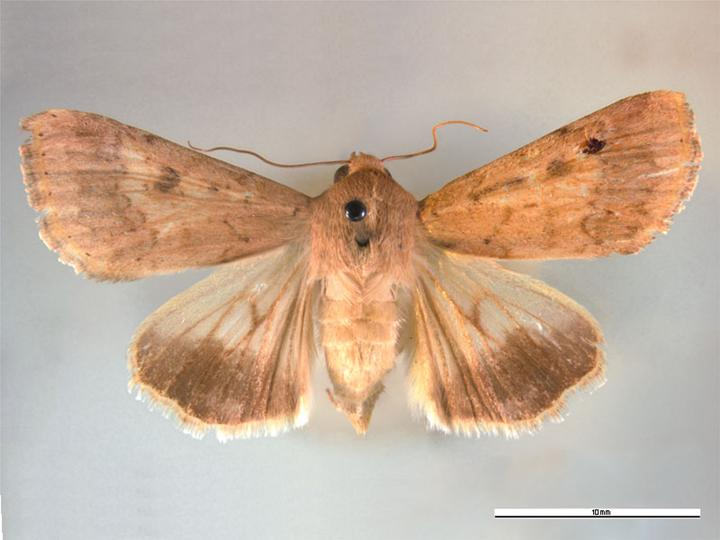
Vista dorsal
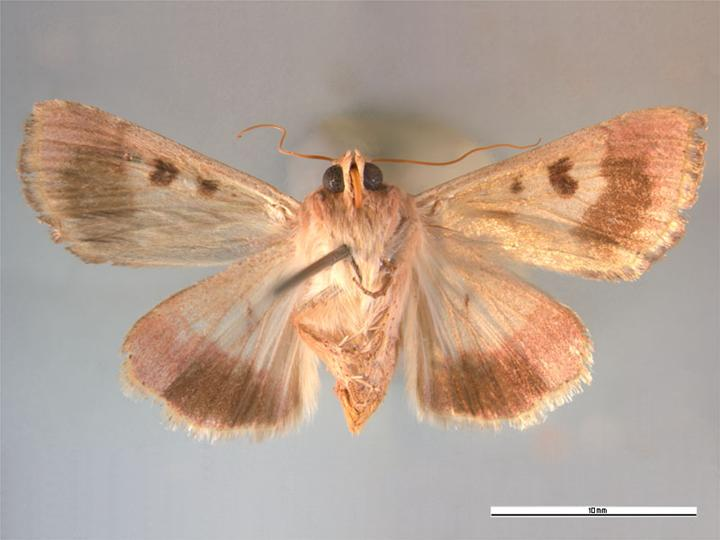
Vista ventral
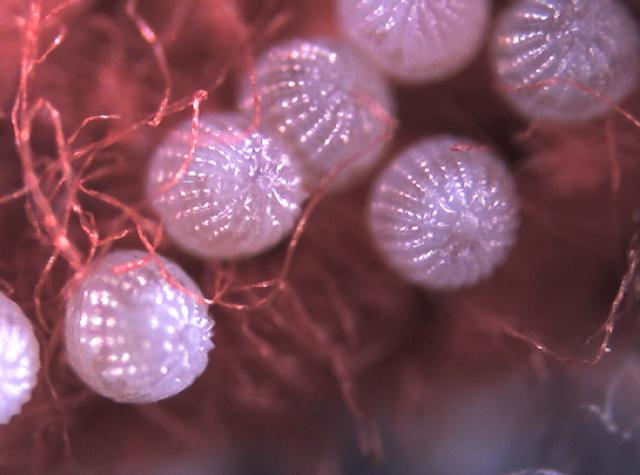
Ous
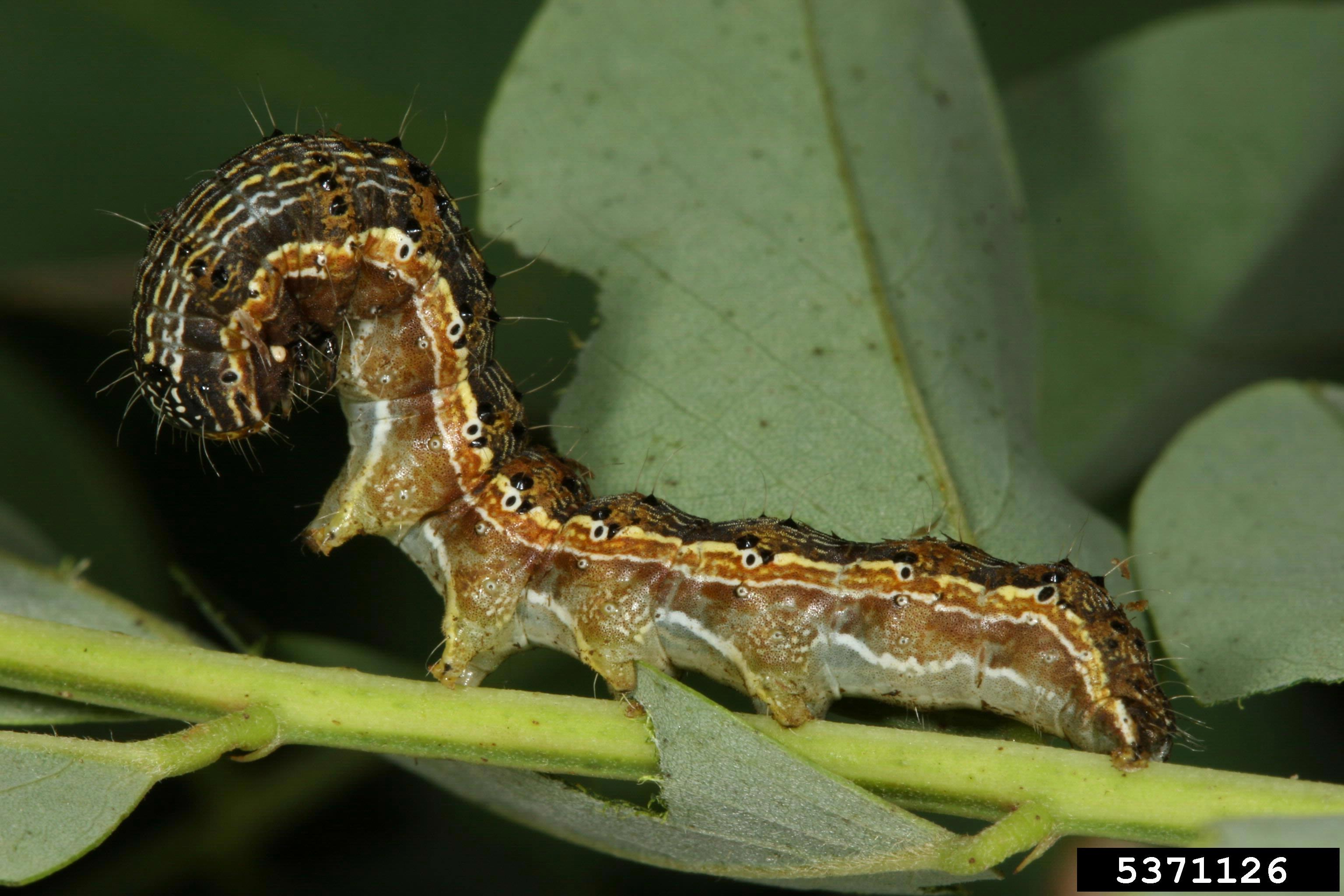
Eruga

## Cicle vital
En condicions favorables, tot el cicle vital es completa en tan sols un mes. La femella pon centenars d'ous.
Les larves es desenvolupen dins un capoll de seda, ja sigui sota terra o en plantes com el cotó (càpsules) o el blat de moro. És una espècie molt polífaga i s'alimenta de tomaquera, cotoner, alfals, Cajanus cajan, cigró, sorgo, Vigna unguiculata i altres espècies agrícoles. Entre les plantes ornamentals infecta clavells, roses, geranis, crisantems i d'altres.

## Importància econòmica
Els danys més importants els causa en el cotó, tomàquets, clavells, blat de moro, cigrons, alfals i tabac. Els perjudicis econòmics a Catalunya es concentren en els cultius de clavells i tomàquets al delta del Llobregat i el Maresme. Després de l'atac de l'insecte hi pot haver infeccions secundàries de fongs i bacteris. Les mesures de control inclouen cultivar plantes resistents, treure les males herbes, cultivar dins les fileres, treure els residus de les collites, fer llaurades fondes a la tardor, aplicar regs d'hivern per destruir les pupes i  utilitzar insecticides. El control biològic es fa alliberant enemics naturals entomòfags com els del gènere Trichogramma i les espècies Habrobracon hebetor i Chrysoperla carnea o capturant els mascels de  manera massiva. El monitoreig es fa usant trampes amb feromones sexuals.